# Le Chemin de Halima
Pour plus de détails, voir Fiche technique et Distribution.
Le Chemin de Halima (en bosnien : Halimin put) est un film bosno-slovéno-croate réalisé par Arsen Anton Ostojić et sorti en 2012.
Il est sélectionné pour représenter la Croatie aux Oscars du cinéma 2014 dans la catégorie meilleur film en langue étrangère.
Le film est inspiré de la vie du couple de Bosniaques Zahida et Muharem Fazlić, habitant un village près de Prijedor en Bosnie occidentale, et dont le fils adoptif, Emir, a été assassiné au cours du massacre des falaises de Korićani en 1992. Il leur fallu plus de douze ans pour retrouver la mère biologique d'Emir à Zagreb, en Croatie, mais celle-ci leur refuse de donner son ADN pour identifier le corps du garçon. C'est finalement la sœur d'Emir, résidant à Vitez en Bosnie, qui accepte de donner son sang pour identifier les restes de son frère. Zahida Fazlić est morte en mai 2011.

## Synopsis
En 1977, quinze ans avant que la guerre de Bosnie-Herzégovine ne ravage leurs vies, la nièce d'Halima, Safija, tombe enceinte de Slavomir, un Serbe. Attaquée et ostracisée par sa famille bosniaque, Safija donne son fils à sa tante Halima, incapable d'avoir des enfants.
Vingt-trois ans plus tard, la guerre a pris fin. Les corps sont identifiés grâce à des échantillons d'ADN avant d'être rendus à leurs familles pour être enterrées. Le corps du mari d'Halima est retrouvé, mais celui du garçon reste introuvable sans un échantillon de sang. Halima contacte Safija, qui s'était mariée à Slavomir après lui avoir dit qu'elle avait perdu leur enfant en couches, mais elle refuse par peur que son mari ne découvre son mensonge.

## Fiche technique
- Titre : Le Chemin de Halima (titre DVD)
- Titre original : Halimin put
- Réalisation : Emil Hristov
- Scénario : Vladislav Todorov
- Photographie : Slobodan Trninic
- Pays d’origine : Croatie, Bosnie-Herzégovine et Slovénie
- Genre : Drame
- Langue : bosnien
- Durée : 93 minutes
- Dates de sortie :
  -  Bosnie-Herzégovine : 18 octobre 2012 (Festival du film de Sarajevo)
  -  Croatie : 5 avril 2013

## Distribution
- Alma Prica : Halima
- Olga Pakalović : Safija
- Mijo Jurišić : Slavomir
- Izudin Bajrović : Salko
- Miraj Grbić : Mustafa
- Mustafa Nadarević : Avdo
- Emina Muftić : Nevzeta
- Marko Plesnik : Mirza à 16 ans
- Mihailo Koncar : Mirza à 9 ans
- Daria Lorenci : Rapka
- Faketa Salihbegović : Vezirka
- Aldin Tucić : Aron

## Distinctions

### Récompenses
- Festival du film de Chelsea 2013 : 
  - Prix du meilleur scénario
  - Prix de la meilleure actrice
- Festival du film de Cottbus 2013 :
  - Grand Prix
  - Prix du public
- Festival du film de Pula 2013 : 
  - Golden Arena de la meilleure actrice dans un second rôle pour Olga Pakalovic
  - Audience Award "Golden Gate Pula"
  - Young Cinephiles Award
- Festival du film de Raindance 2013 : prix du jury
- Festival du film Nuits noires de Tallinn 2013 : prix spécial du jury[3]
- Festival international du film de Tróia 2013 : Dauphin d'argent

### Nominations
- Festival international du film du Caire 2012
- Festival international du film de Miskolc 2013
- Festival du film de Naples 2013
- Festival du film de Sarajevo 2013
- Festival international du film de Saint-Louis 2013
- Festival international du film de Seattle 2013
- Festival Film by the Sea 2013

- Festival international du film de Palm Springs 2014